# Anastasia Golitsyna

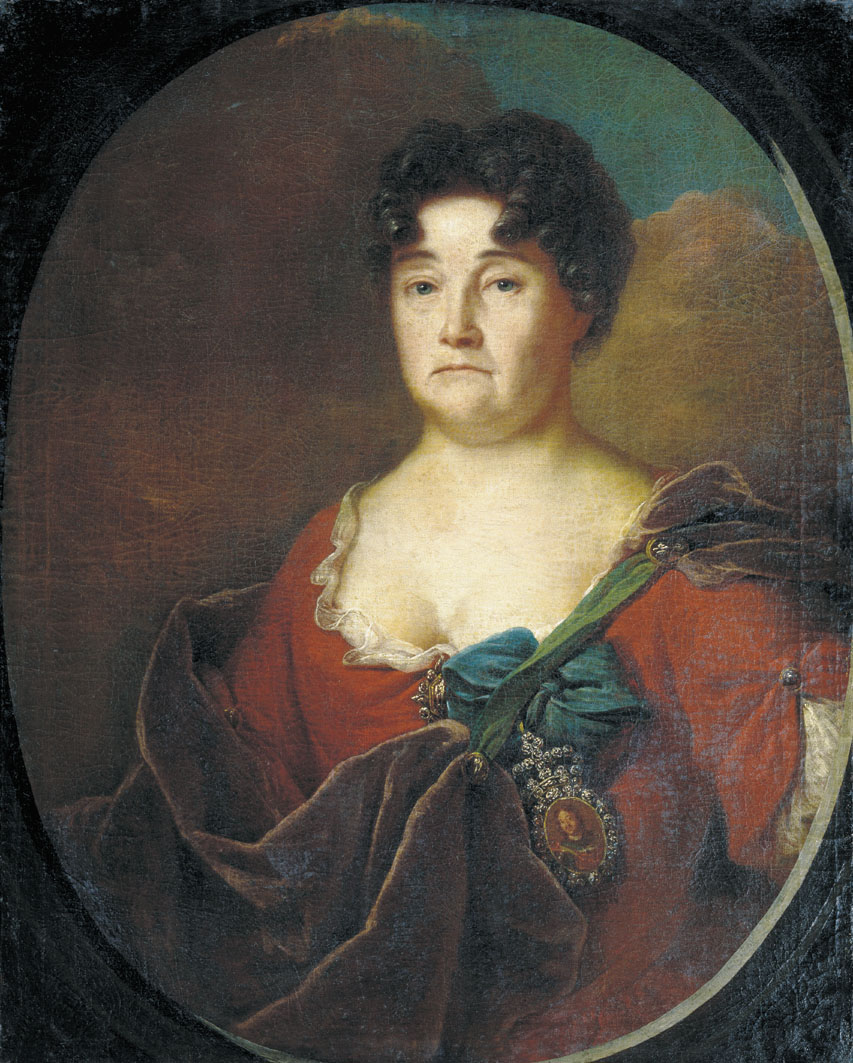
Anastasia Golitsyna

Anastasia Golitsyna, född som Anastasia Petrovna Prozorovskaja den 22 oktober 1665, död 10 mars 1729 i Moskva, var en rysk furstinna, hovdam och nära vän till Peter den store. Under en tid (1717–1718) var hon ordförande i hans privata festklubb.

## Biografi
Anastasia Golitsyna var dotter till furst Prins Pjotr Prozorovskij (d. 1720) och Anna Feodorovna Rtishchevo och gifte sig 12 april 1684 med furst Ivan Golitsyn, (1665–1729), bror till furst Boris Golitsyn. 
Anastasia Golitsynas far blev av tsar Aleksej Michajlovitj utsedd till vårdare av den mentalt sjuke Ivan V av Ryssland, Peter den stores bror och medregent, som blev tsar 1682. Hon växte upp vid hovet och var nära vän med Ivans systrar. I konflikten mellan Sofia Aleksejevna och Peter tog hon dock den senares parti. Hon korresponderade med Peter och tillhörde hans vänkrets och deltog i hans nöjesliv, såsom de fester som anordnades av hans privata nöjesklubb, där hon 1717 utsågs till "Fursteabbedissa". Hon närvarade också på en framskjuten plats vid Peters bröllop med Katarina I av Ryssland, vars vän hon också blev. Peter beundrade hennes förmåga att tåla stora mängder alkohol och betraktade henne enligt samtida som en syster.
År 1718 blev hon dock indragen i tronföljaren Aleksejs landsflykt och anklagades för delaktighet och spionage. Hon blev piskad offentligt i Moskva och förvisades sedan från hovet. Hon återvände till hovet 1722, och blev vid Katarina I:s kröning 1724 utsedd till hovdam. Vid Katarina I:s död drog hon sig tillbaka till Moskva.    